# 町田市立小山田南小学校
町田市立小山田南小学校(まちだしりつ おやまだみなみしょうがっこう)は、東京都町田市小山田桜台二丁目にある公立小学校。
校内に、桜の森学童保育クラブがある。
2024年4月現在の学級数は特別支援学級を含め21学級、全校児童511人である。

## 沿革
- 1984年（昭和59年）
  - 4月1日 - 開校
  - 5月30日 - 開講記念式典
- 1985年（昭和60年）
  - 1月18日 - 校歌・校章制定
  - 2月21日 - 保護者と教職員の会（現PTA）設立
  - 2月28日 - 第2期増築工事竣工
- 1986年（昭和61年）2月2日 - プレハブ教室増築工事
- 1993年（平成5年）
  - 4月1日 - 障がい学級つばさ開設
  - 11月19日 - 開校10周年を祝う集い、開校10周年を祝う会
- 1998年（平成10年）5月27日 - 開校15周年記念植樹
- 2004年（平成16年）
  - 7月10日 - とんぼ池完成
  - 10月22日 - 開校20周年記念式典
- 2007年（平成19年）4月1日 - 障がい学級から「特別支援学級」に変更
- 2010年（平成22年）7月 - 給食室改修工事（〜11月）
- 2013年（平成25年）6月22日 - 開校30周年記念式典
- 2017年（平成29年）
  - 4月1日 - 桜台学童保育クラブが本校敷地内に移転される
  - 7月 - 校舎内トイレ全面改修工事（〜11月）
- 2023年（令和5年）10月26日 - 開校40周年位年式典

## 校歌
町田市立小山田南小学校校歌
作詞・作曲 - 石井享

## 通学区域
学区は、町田市ウェブサイト（2023年10月27日最終更新）に依った。
全域が学区となる地域
小山田桜台1丁目,2丁目
一部区画が学区となる地域
上小山田町 (町田市)
下小山田町 (町田市)

## 学区内の主な施設
- 町田市立小山田中学校
- 桜台保育園
- 谷戸池公園
- 町田小山田桜台郵便局
- 忠生スポーツ公園
- 小山田桜台商店街
- 城南信用金庫 小山田支店
- 芦田谷戸
- 尾根緑道

## 学校の統合
町田市教育委員会では「町田市新たな学校づくり推進計画」に基づいて、2040年度までに市内の市立小学校・中学校を統合・建替をする予定である。この影響を受け、2031年度を目処に本校の一部学区と町田市立小山田小学校と統合する。
2028年度から2030年度の間は本校敷地の仮設校舎と小山田小学校既存校舎で教育活動が実施され、同時に本校敷地に新校舎を建築する計画である。
新統合校は現在の本校の位置で、2031年度から教育活動を行う予定が示されている。

## 交通
JR東日本横浜線・小田急線の町田駅と横浜線淵野辺駅から小山田桜台行きのバスが出ている。
終点の小山田桜台バス停から小学校までは、徒歩5分程度である。